# 1556
1556 (MDLVI) var ett skottår som började en onsdag i den julianska kalendern.

## Händelser

### Januari
- 10 januari – Gustav Vasa ger order om att avelsgårdar skall upprättas i hela Sverige, för att säkra tillgången till hästar och boskap.
- 16 januari – Filip II blir spansk kung.[1]
- 21–25 januari – Svenskarna slår tillbaka ett ryskt anfall mot Viborg.

### Februari
- 2 februari – Cirka 850 000 personer omkommer vid en jordbävning med flera skalv i Kina.[2]

### Mars
- 21 mars – Stillestånd sluts mellan Sverige och Ryssland i Käräjäkallio.

### Juni
- 27 juni – Gustav Vasas son, hertig Johan (III) erhåller Åbo och Kumogårds län i Finland samt Åland som ärftlig förläning.
- 29 juni – Hertig Johan tar över sina besittningar och blir styresman över hela Finland samt högste befälhavare över krigsfolket där.

### November
- 5 november – Stormogulen Akbar den store besegrar sin upproriske minister Hemu i det andra slaget vid Panipat.

## Födda
- 11 september – Josef av Calasanz, spansk romersk-katolsk präst, bekännare och ordensgrundare, helgon.
- Anne Hathaway – William Shakespeares hustru.
- Sofia Johansdotter (Gyllenhielm), dotter till Johan III och Karin Hansdotter.
- Sophie Brahe, dansk astronom.

## Avlidna
- 21 mars – Thomas Cranmer, engelsk ärkebiskop av Canterbury, avrättad för kätteri som en av Oxfordmartyrerna.
- 31 juli – Ignatius av Loyola, jesuitordens grundare, helgon (kanoniserad 1622).
- 21 oktober – Pietro Aretino, italiensk författare, poet, dramatiker och satiriker under renässansen.
- Jörgen Kock, borgmästare i Malmö.
- Tullia d'Aragona, italiensk poet, filosof och kurtisan.

### Fotnoter
1. ↑  World Statesmen (läst 7 april 2011)
2. ↑  Faktakalendern 1996, Semic, 1995